# N°1 (EP)
N°1 è il quarto EP della cantante franco-statunitense Joséphine Baker, pubblicato nel 1959. Il direttore d'orchestra di tutti i brani è stato Jo Bouillon.

## Tracce
1. Paris Mes Amours (André Hornez, Bruno Coquatrix, Henri Betti)
2. Moi (Domenico Modugno, Jacques Larue)
3. Avec (André Hornez, Bruno Coquatrix, Henri Betti)
4. Je Voudrais (André Salvet, Bruno Coquatrix, Hubert Ithier)